# Pomnik prof. Tadeusza Kotarbińskiego
Pomnik prof. Tadeusza Kotarbińskiego – pomnik upamiętniający profesora Tadeusza Kotarbińskiego, filozofa i pierwszego rektora Uniwersytetu Łódzkiego przy ul. Narutowicza 68 w Łodzi. Autorem rzeźby wykonanej w brązie upamiętniającej profesora Tadeusza Kotarbińskiego jest artysta rzeźbiarz Wojciech Gryniewicz.

## Historia
3 października 2017 przed budynkiem rektoratu Uniwersytetu Łódzkiego odsłonięto pomnik upamiętniający profesora Tadeusza Kotarbińskiego. Odsłonięcia dokonali rektor Uniwersytetu Łódzkiego prof. Antoni Różalski, prezydent Łodzi Hanna Zdanowska, wojewoda łódzki prof. Zbigniew Rau, przewodniczący Rady Miejskiej w Łodzi Tomasz Kacprzak, przewodniczący Komisji Kultury Rady Miejskiej prof. Grzegorz Matuszak oraz przedstawiciele łódzkich uczelni.